# Chester Bennington
Chester Charles Bennington (Phoenix, 20 de marzo de 1976-Palos Verdes, 20 de julio de 2017) fue un cantante, compositor y músico estadounidense, conocido por ser el vocalista principal y compositor de la banda Linkin Park. También fue el vocalista principal de las bandas Grey Daze, Dead by Sunrise y Stone Temple Pilots.
Bennington ganó prominencia por primera vez como vocalista tras el lanzamiento del álbum debut de Linkin Park, Hybrid Theory (2000), que fue un éxito comercial mundial. El álbum fue certificado Diamante por la Recording Industry Association of America en 2005, lo que lo convierte en el álbum debut más vendido de la década, así como uno de los pocos álbumes en lograr tantas ventas. Los siguientes álbumes de estudio de Linkin Park, desde Meteora (2003) hasta One More Light (2017), continuaron con el éxito de la banda.
Bennington formó su propia banda, Dead by Sunrise, como un proyecto paralelo en 2005. El álbum debut de la banda, Out of Ashes, fue lanzado el 13 de octubre de 2009. Se convirtió en el cantante principal de Stone Temple Pilots en 2013 para lanzar la obra extendida High Rise el 8 de octubre de 2013, a través de su propio sello discográfico, Play Pen, pero se fue en 2015 para centrarse únicamente en Linkin Park. Como actor, apareció en películas como Crank (2006), Crank: High Voltage (2009) y Saw 3D (2010).
Bennington luchó contra la depresión y el abuso de sustancias durante la mayor parte de su vida, desde su niñez. El 20 de julio de 2017 fue encontrado muerto en su casa de Palos Verdes Estates, California; su muerte fue declarada suicidio por ahorcamiento. La revista Hit Parader colocó a Bennington en el puesto 46 de su lista de los «100 mejores vocalistas de metal de todos los tiempos». Bennington ha sido acreditado por varias publicaciones como uno de los mejores vocalistas de rock de su generación. Escribiendo para Billboard, Dan Weiss declaró que Bennington «convirtió el nu metal en universal».

## Biografía
Chester Charles Bennington nació el 20 de marzo de 1976 en Phoenix, Arizona. Su madre era enfermera, mientras que su padre era un detective de la policía que trabajó en casos de abuso sexual infantil. Bennington se interesó por la música a una edad temprana, citando a las bandas Depeche Mode y Stone Temple Pilots como sus primeras inspiraciones, y soñaba con convertirse en miembro de Stone Temple Pilots, lo que logró después, cuando se convirtió en su cantante principal. Bennington sufrió de abuso sexual por parte de un conocido mayor cuando tenía siete años. Tenía miedo de pedir ayuda porque no quería que la gente pensara que era homosexual o mentía, y el abuso continuó hasta la edad de 13 años. Sus padres se divorciaron cuando tenía 11 años. El abuso y la situación en el hogar lo afectaron tanto que sintió el impulso de matar personas y huir. Para consolarse, dibujó y escribió poesía y canciones. Después del divorcio, su padre obtuvo su custodia. Bennington comenzó a abusar del consumo de marihuana, alcohol, opio, cocaína, metanfetaminas y LSD. Fue intimidado físicamente en la escuela secundaria, en una entrevista, dijo que fue «golpeado como una muñeca de trapo, por ser delgado y parecer diferente». A la edad de 17 años, Bennington se mudó con su madre, quien le prohibió salir de la casa al descubrir que era adicto a las drogas. Trabajó en un Burger King antes de comenzar su carrera como músico profesional. Finalmente, Bennington pudo superar su adicción a las drogas y luego denunció el uso de drogas en futuras entrevistas. Durante una gira de Linkin Park, comenzó a beber mucho. En 2011, dijo que había renunciado, y señaló: «Simplemente ya no quiero ser esa persona».

## Carrera artística

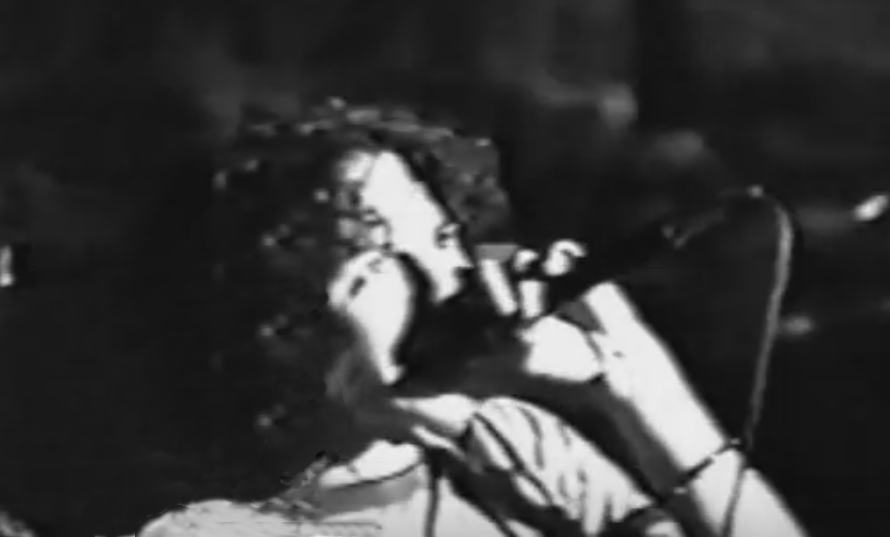
Bennington con Grey Daze en 1994.

### Primeros años
Bennington empezó su carrera de cantante con una banda llamada Sean Dowdell and His Friends?, lanzando un casete epónimo de tres pistas en 1993. Más tarde, Dowdell y Bennington se mudaron para formar Grey Daze, una banda de post-grunge de Phoenix, Arizona. La banda grabó tres álbumes: Demo en 1993, Wake/Me en 1994, y ...No Sun Today en 1997. Bennington dejó Grey Daze en 1998.

### Linkin Park

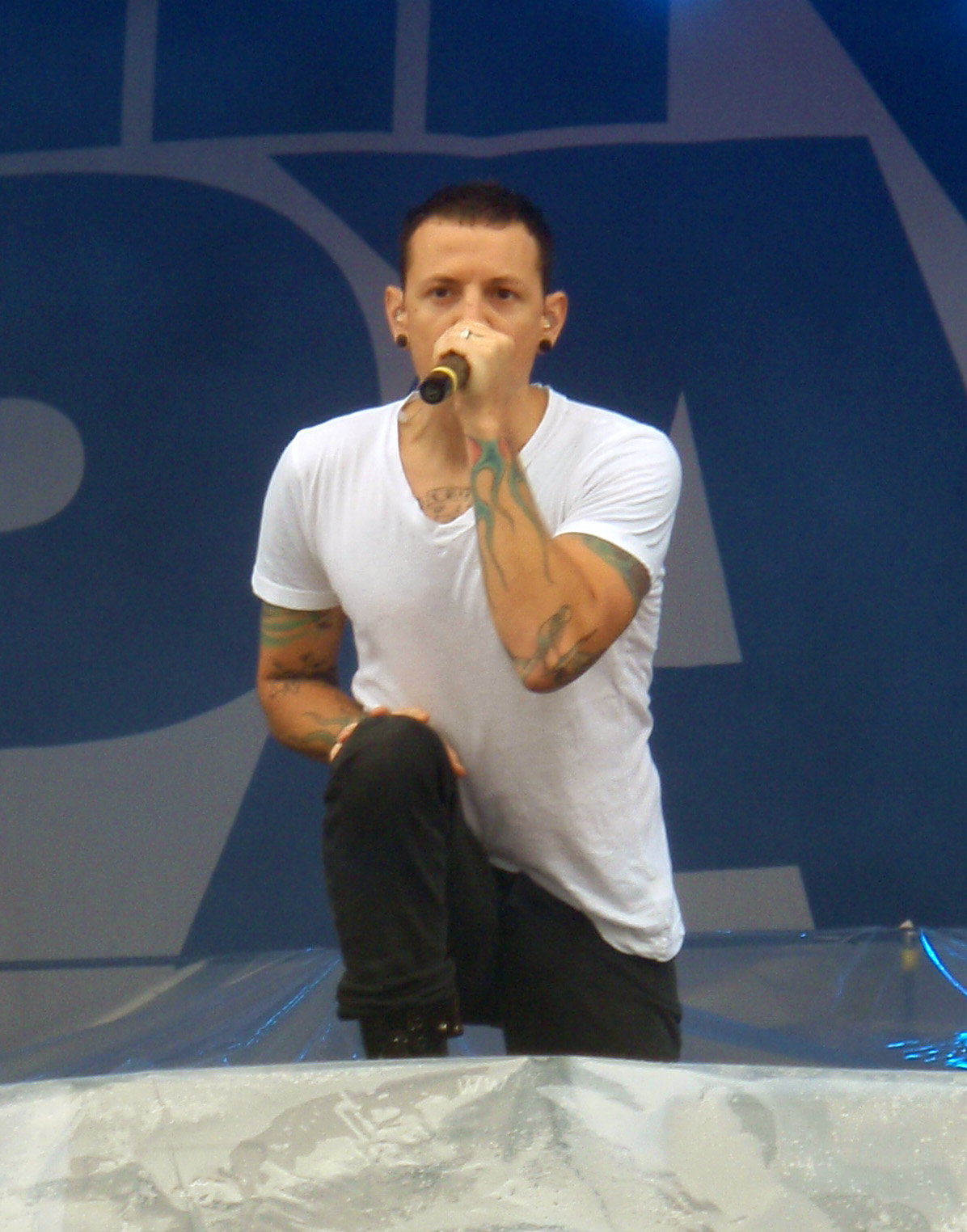
Bennington actuando con Linkin Park en el Sonisphere Festival de 2009.

Bennington estaba frustrado y casi listo para dejar su carrera musical cuando Jeff Blue, vicepresidente de artistas y repertorio de Zomba Music en Los Ángeles, le ofreció una audición con los futuros miembros de Linkin Park. Bennington renunció a su trabajo y llevó a su familia a California, donde tuvo una exitosa audición con Linkin Park, que en ese tiempo se llamaba Xero. Logró grabar la canción para su audición en un día, perdiéndose su propia celebración de cumpleaños en el proceso. Bennington y Mike Shinoda, el otro vocalista de la banda, lograron avances significativos juntos, pero no pudieron encontrar un contrato discográfico. Después de enfrentar numerosos rechazos, Blue, ahora vicepresidente de artistas y repertorio en Warner Bros., intervino nuevamente para ayudar a la banda a firmar con Warner Bros. Records.
El 24 de octubre de 2000, Linkin Park lanzó su álbum debut, Hybrid Theory, a través de Warner Bros. Records. Bennington y Shinoda escribieron las letras de Hybrid Theory basadas en algunos materiales pasados. Shinoda señaló las letras como interpretaciones de sentimientos, emociones y experiencias universales, y como «emociones cotidianas de las que hablas y piensas». Bennington luego describió la experiencia de escribir canciones a la revista Rolling Stone a principios de 2002, diciendo que «es fácil caer en esa cosa: “pobre, pobre de mí”, de ahí vienen canciones como “Crawling”: no me puedo llevar a mí mismo. Pero esa canción se trata de asumir la responsabilidad de nuestras acciones. No digo “tú” en ningún momento. Se trata de cómo yo soy y la razón por la que me siento así. Hay algo dentro de mí que me deprime».
Bennington se desempeñó como vocalista principal de Linkin Park, pero ocasionalmente compartió el papel con Shinoda. All Music Guide describió la voz de Bennington como «aguda» y «emocional», en contraste con el estilo de hip-hop de Shinoda. Ambos miembros también trabajaron juntos para escribir las demás letras de las canciones de la banda.

### Dead By Sunrise

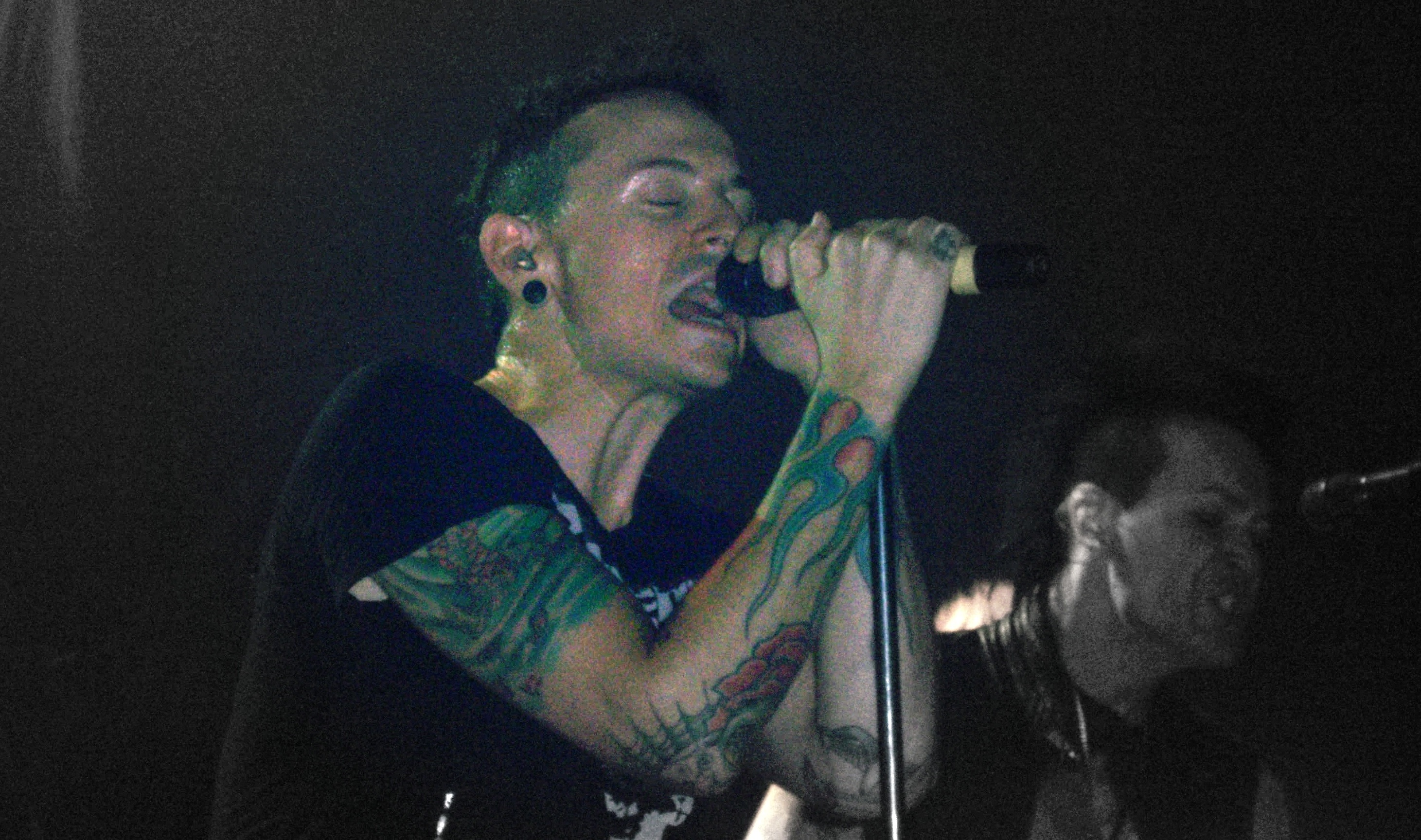
Bennington en un concierto de Dead by Sunrise en 2009.

Bennington fue cofundador de Dead By Sunrise, una banda de rock electrónico de Los Ángeles, California, con Amir Derakh y Ryan Shuck, miembros de Orgy y Julien-K en 2005. Dead by Sunrise hizo su debut en vivo en mayo de 2008, interpretando cuatro canciones en la fiesta del 13° aniversario de Club Tattoo en Tempe, Arizona.
La banda lanzó su álbum debut Out of Ashes el 13 de octubre de 2009.

### Stone Temple Pilots
En febrero de 2013, Stone Temple Pilots se separó del cantante principal Scott Weiland. La banda reclutó a Bennington para reemplazar a Weiland en mayo de 2013. El 18 de mayo de 2013, Bennington subió al escenario en Weenie Roast de KROQ con la banda. El setlist incluía canciones originales de Stone Temple Pilots, así como su primer sencillo con Bennington en la voz llamada «Out of Time», que se estrenó el 19 de mayo y estaba disponible para su descarga gratuita a través de su sitio web oficial. Más tarde, Chester y la banda anunciaron en una entrevista exclusiva con KROQ que él era oficialmente el nuevo líder de Stone Temple Pilots y discutieron la posibilidad de un nuevo álbum y una gira. La canción «Out of Time» aparece en su EP High Rise, que se lanzó el 8 de octubre de 2013.
Bennington reflexionó al unirse a Stone Temple Pilots y dijo: «Cada banda tiene su propio estilo. Stone Temple Pilots tiene un estilo de rock más clásico y más sexy. Linkin Park es una banda muy moderna y muy tecnológica. Crecí escuchando a estos chicos. Cuando surgió esta oportunidad, fue como no tener que pensar». Bennington declaró en entrevistas que ser el vocalista en Stone Temple Pilots era su sueño de toda la vida. Dejó la banda en buenos términos debido a sus compromisos con Linkin Park en 2015.

### Otros trabajos
En 2005, Bennington apareció en «Walking Dead», el sencillo principal del álbum debut del DJ Z-Trip, Shifting Gears. Bennington también hizo una aparición sorpresa durante la actuación de Z-Trip en el Festival de Música y Artes de Coachella Valley en 2005. Bennington volvió a grabar la canción de Mötley Crüe «Home Sweet Home» a dúo con la banda como sencillo benéfico para las víctimas del huracán Katrina en el otoño de 2005. También se unió a Alice in Chains e interpretó la canción «Man in the Box» en el Inland Invasion Festival de KROQ en 2006. Bennington actuó con Kings of Chaos durante su gira de conciertos de seis espectáculos en 2016.
Bennington grabó una pista para el álbum debut en solitario homónimo de Slash de 2010 titulado «Crazy», pero su lanzamiento fue bloqueado. Slash lo volvió a grabar con Lemmy en la voz y en su lugar se agregó el título «Doctor Alibi». En mayo de 2021, finalmente se lanzó un fragmento de la pista original de Bennington.

## Vida personal

### Familia
Bennington tuvo un hijo, Jaime (nacido el 12 de mayo de 1996), de su relación con Elka Brand. En 2006, adoptó al otro hijo de Elka Brand, Isaiah (nacido el 8 de noviembre de 1997). Se casó con su primera esposa, Samantha Marie Olit, el 31 de octubre de 1996. Tuvieron un hijo juntos, Draven Sebastian (nacido el 19 de abril de 2002). 
La relación de Bennington con su primera esposa fue decayendo durante sus primeros años con Linkin Park, y se divorciaron en 2005. En 2006, se casó con Talinda Ann Bentley, una exmodelo de Playboy con quien tuvo tres hijos: Tyler Lee Bennington (nacido el 16 de marzo de 2006) y gemelas, Lilly y Lila (nacidos el 6 de noviembre de 2011).
Bennington y su esposa fueron acosados por un acosador cibernético llamado Devon Townsend (que no debe confundirse con el músico canadiense Devin Townsend) durante casi un año. Townsend fue declarado culpable de alterar el correo electrónico de la pareja, así como de enviar mensajes amenazantes, y luego fue sentenciado a dos años de prisión.
Bennington era un entusiasta del tatuaje. Había hecho trabajos y promociones con Club Tattoo, un salón de tatuajes en Tempe, Arizona. Club Tattoo es propiedad de Sean Dowdell, amigo de Bennington desde la escuela secundaria con quien tocó en dos bandas.
Bennington era fan de los Phoenix Suns, Arizona Cardinals, Arizona Diamondbacks y Arizona Coyotes.
En una entrevista de enero de 2011, en respuesta al tiroteo de Tucson de 2011, Bennington dijo: «Hay una forma no violenta de expresarse y expresar su punto de vista, independientemente de lo que esté diciendo o cuál sea su punto de vista. En una sociedad libre, las personas tienen derecho a creer lo que quieran creer. Ese es su problema y pueden decir lo que piensan. Pero nadie, incluso en una sociedad libre, tiene derecho a quitarle la vida a otra persona. Jamás. Eso es algo que realmente necesitamos ir más allá».
Bennington fue un crítico del expresidente estadounidense Donald Trump. El 29 de enero de 2017 tuiteó que Trump era «peor que el terrorismo». Este tuit resurgió en julio de 2020 después de que Linkin Park enviara a Trump una orden de cese y desistimiento por usar «In the End» en un anuncio para su campaña de reelección de ese año.

### Salud y lesiones
Padeció de mala salud durante la realización de Meteora, y luchó por asistir a algunas de las sesiones de grabación del álbum. En el verano de 2003, comenzó a sufrir dolor abdominal extremo y problemas gastrointestinales mientras filmaba el video musical de «Numb» en Praga. Se vio obligado a regresar a los Estados Unidos para someterse a una cirugía, y filmó el resto del video musical en Los Ángeles.
Sufrió una lesión en la muñeca en octubre de 2007 al intentar saltar de una plataforma durante un espectáculo en Melbourne en el Rod Laver Arena. A pesar de la lesión, continuó realizando todo el espectáculo con una muñeca rota, antes de dirigirse a la sala de emergencias. Recibió cinco puntos de sutura.
En 2011 volvió a enfermarse, y Linkin Park se vio obligado a cancelar tres shows y reprogramar dos del A Thousand Suns World Tour. Se lastimó el hombro durante la gira de la banda en Asia y los médicos le aconsejaron que se sometiera a una cirugía inmediata, cancelando su show final en Pensacola Beach, Florida, y terminando su gira.
Se lesionó el tobillo en enero de 2015 durante un partido de baloncesto. Intentó hacer frente a la lesión y actuar con la ayuda de muletas y un scooter de rodilla. Linkin Park canceló el resto de su gira para permitir que Bennington se sometiera a cirugía y se recuperara.

### Amistad con Chris Cornell
Bennington era amigo cercano de Chris Cornell. Se hicieron amigos durante una gira que compartieron a mediados de la década de 2000. La «química» entre los dos se había fortalecido durante el Projekt Revolution Tour cuando Bennington se unió a Cornell en el escenario para cantar la canción de Temple of the Dog «Hunger Strike», y luego Cornell se unió a Linkin Park para cantar «Crawling». También fue el padrino del hijo de Cornell, Christopher.
Bennington había comentado sobre la muerte de Cornell en Instagram: «No puedo imaginar un mundo sin ti». Shinoda notó que Bennington estaba muy emocionado cuando la banda interpretó «One More Light» en su honor en Jimmy Kimmel Live!, y no pudo terminar de cantar la canción porque comenzó a ahogarse durante el ensayo. La banda debía grabar una presentación en vivo de su sencillo «Heavy» en el programa, pero decidió tocar «One More Light» después de escuchar la noticia sobre la muerte de Cornell, porque la canción trata sobre la pérdida de un amigo.
El 26 de mayo de 2017, Bennington cantó la canción de Leonard Cohen «Hallelujah» en el funeral de Cornell en Los Ángeles.

## Fallecimiento

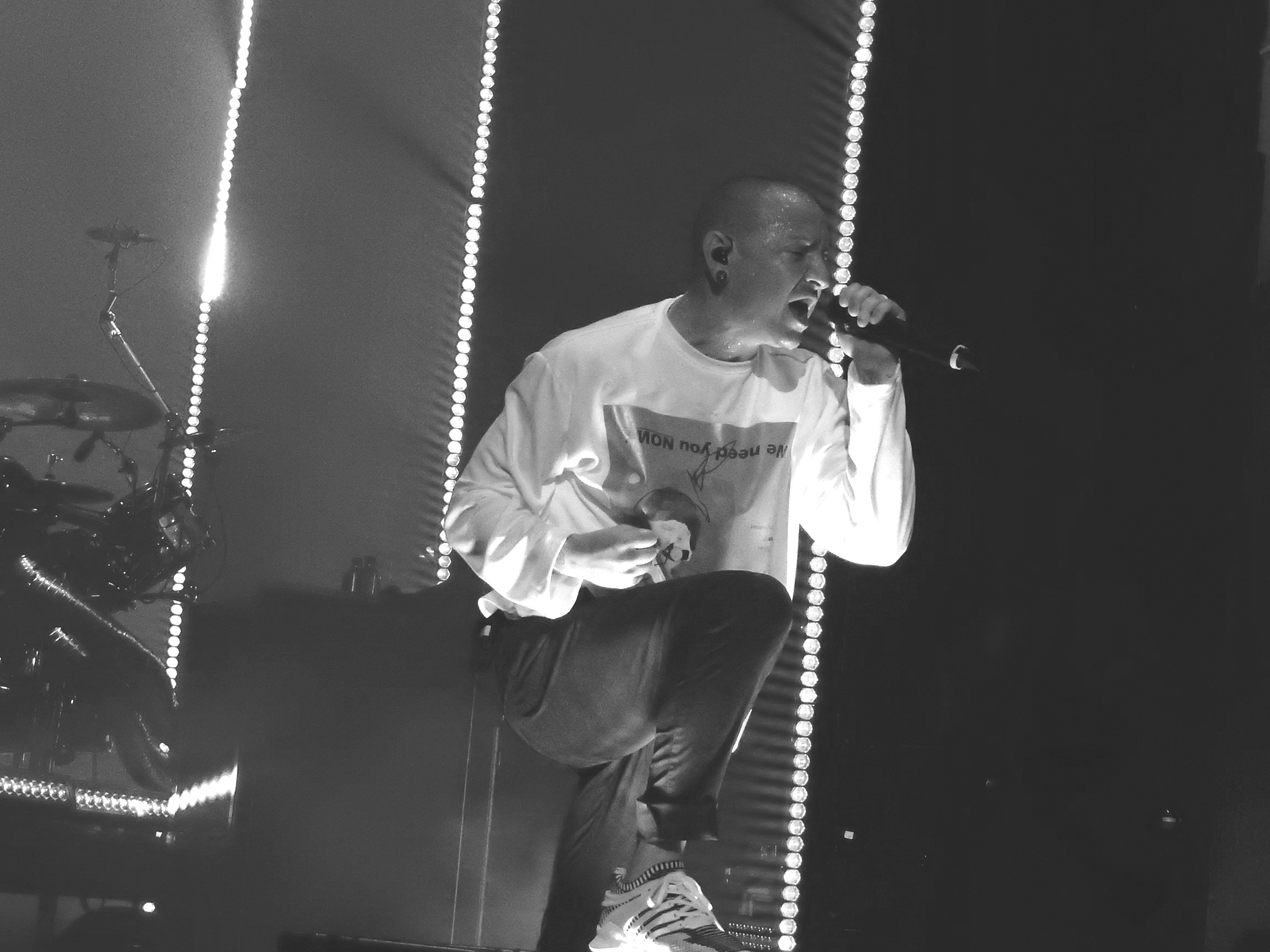
Bennington presentándose con Linkin Park en Londres, julio de 2017, dos semanas antes de su suicidio.

Mientras estaba de vacaciones en Arizona con su esposa y su familia, Bennington regresó a casa solo y dijo que tenía trabajo que hacer. Poco antes de las 9:00 a. m. UTC del 20 de julio de 2017, Bennington fue encontrado muerto por su ama de llaves en su casa en Palos Verdes Estates, California. Su muerte fue declarada suicidio por ahorcamiento. Bennington no dejó ninguna nota de suicidio. El compañero de banda y amigo cercano Mike Shinoda confirmó su muerte en Twitter y escribió: «Conmocionado y desconsolado, pero es verdad. Una declaración oficial saldrá tan pronto como tengamos una». El 21 de julio, Brian Elias, jefe de operaciones de la oficina del médico forense, confirmó que se encontró una botella de alcohol medio vacía en la escena, pero no había otras drogas presentes. Un informe de toxicología publicado en diciembre informó «una pequeña cantidad» de alcohol en el sistema de Bennington en el momento de la muerte.
La muerte de Bennington ocurrió en lo que habría sido el cumpleaños número 53 de Chris Cornell. La muerte de Cornell también fue declarada suicidio por ahorcamiento dos meses antes. Después de la muerte de Bennington, Linkin Park canceló el resto de su One More Light Tour y reembolsó las entradas.
Sus restos fueron sepultados cerca de su domicilio Palos Verdes.

### Servicio memorial
El funeral de Bennington se llevó a cabo el 29 de julio en el Jardín Botánico de la Costa Sur en Palos Verdes, California. Además de sus familiares y amigos cercanos, también asistieron muchos músicos que estuvieron de gira o tocaron con Linkin Park. El servicio también incluyó un escenario completo para tributos musicales.

### Recuerdos y homenajes
Bennington filmó un episodio de Carpool Karaoke seis días antes de su muerte. La familia de Bennington permitió que el episodio se emitiera el 12 de octubre de 2017. El 27 de agosto, durante la ceremonia de los MTV Video Music Awards 2017, Jared Leto recibió la atención de los medios por su tributo a Bennington y Chris Cornell. Algunos de sus antiguos compañeros de banda de Dead by Sunrise y Gray Daze se unieron para rendir homenaje a Bennington durante un concierto el 2 de septiembre en Las Vegas. Linkin Park también organizó un tributo público para Bennington en Los Ángeles el 27 de octubre, titulado Linkin Park and Friends: Celebrate Life in Honor of Chester Bennington. El evento contó con la primera presentación de la banda luego de su muerte, junto con presentaciones de Blink-182, miembros de System of a Down, Korn, Avenged Sevenfold, Bring Me the Horizon, Yellowcard y la cantante Kiiara, entre otros.
El rapero Jay-Z rindió homenaje a Bennington en varias ocasiones interpretando «Numb/Encore» en vivo. Jay-Z y Bennington (con Linkin Park) colaboraron en la canción. Chris Martin de Coldplay rindió homenaje a Bennington durante el concierto de la gira norteamericana de la banda en el MetLife Stadium, tocando una versión acústica de «Crawling» al piano. Varios otros artistas, incluidos Muse, Ryan Key (anteriormente de Yellowcard), el rapero Machine Gun Kelly, Imagine Dragons, Billy Talent y Godsmack, también hicieron versiones de canciones de Linkin Park (generalmente «Crawling») o tocaron sus propias canciones durante los conciertos como tributo a Bennington en los días y meses posteriores a su muerte. Durante la 60.ª edición de los Premios Grammy, el rapero Logic interpretó la canción «1-800-273-8255» en vivo junto a Alessia Cara y Khalid como tributo a Cornell y Bennington. El título de la canción es el número de teléfono de la Línea Nacional de Prevención del Suicidio.
El productor Markus Schulz hizo un remix en trance de la canción de Linkin Park «In the End» como tributo a Bennington después de su muerte, que debutó en Tomorrowland.
Bennington y otros músicos fallecidos fueron homenajeados en el video musical de «Hold on to Memories» de Disturbed.
Después de la muerte de Bennington, el cantante Fred Durst dijo que Bennington «tenía una manera de hacer que cualquier persona con la que hablara se sintiera escuchada, comprendida y significativa. Su aura y espíritu eran contagiosos y empoderadores. A menudo, ese tipo de personas tienen tanto dolor y tortura en su interior que el lo último que quieren es contaminar o quebrantar el espíritu de los demás... Por muy reales y transparentes que fueran nuestras conversaciones, siempre era él quien proyectaba luz sobre las sombras».

### Linkin Park
Linkin Park entró en una pausa tras la muerte de Bennington. Mike Shinoda declaró que la banda no tendría planes de grabar un nuevo álbum o hacer giras hasta los momentos.Después de un parón de siete años, Linkin Park reanudó sus actividades como banda musical, anunciando la incorporación de Emily Armstrong como nueva vocalista principal, junto al álbum de estudio From Zero, para noviembre de 2024.

## Arte

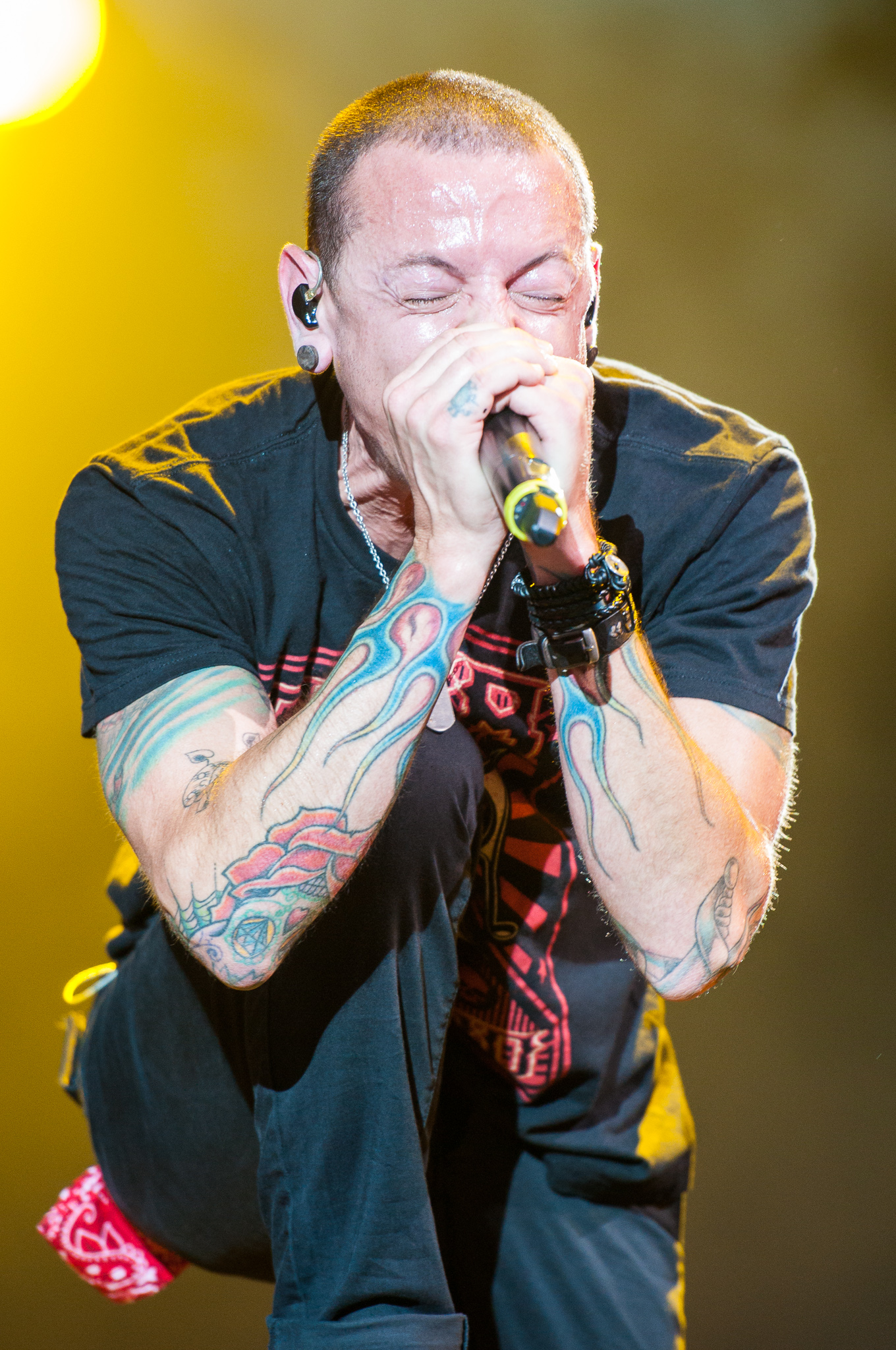
Bennington actuando en el Rock im Park de 2014.

### Voz
Bennington poseía un rango vocal de tenor de tres octavas, comenzando en la nota más baja G2 y alcanzando su punto máximo en la nota más alta G5. Su voz mostró una tremenda durabilidad durante la totalidad de su carrera. Althea Legaspi de Rolling Stone escribió: «La voz de Bennington encarnaba la angustia y las emociones de gran alcance de la letra, desde capturar los momentos vulnerables de la vida hasta la furia y la catarsis que se encuentran en sus gritos con "belt", entre los que a menudo se movía en el giro de una moneda de diez centavos».

### Estilo musical e influencias
Bennington declaró que fue influenciado por Stone Temple Pilots, Alice in Chains, Arcade Fire, Circle Jerks, Descendents, Deftones, Jane's Addiction, Metallica, Fugazi, Refused, Ministry, Minor Threat, Misfits, The Naked and Famous, Nine Inch Nails, Nirvana, Pearl Jam, Skinny Puppy, Soundgarden y A Tribe Called Quest. Bennington también se consideraba a sí mismo como «un gran admirador de Madonna», y le dio crédito por haberlo hecho crecer queriendo ser músico.

## Legado
Varias publicaciones han comentado sobre el legado musical que Bennington dejó con las bandas y los proyectos en los que trabajó. Mientras describía el éxito de Bennington y Linkin Park, Andrew Leahey de AllMusic dijo: «Aunque arraigado en el metal alternativo, Linkin Park se convirtió en uno de los actos más exitosos de la década de 2000 al dar la bienvenida a elementos de hip hop, rock moderno y electrónica atmosférica en su música ... centrándose tanto en la interacción vocal entre el cantante Chester Bennington y el rapero Mike Shinoda». Al escribir para Billboard, Dan Weiss declaró que Bennington «se volvió universalmente nu metal», ya que era «claramente un conducto importante para su audiencia de gran alcance».
Fred Durst, cantante principal de Limp Bizkit, declaró que si no fuera por la voz de Bennington y sus palabras, el nu metal «nunca habría llegado a las masas y afectado a tantas vidas».
Jon Caramanica, del New York Times, comentó que la capacidad de Bennington de «combinar la aspereza aserrada con la melodía elegante» lo separó de otros cantantes contemporáneos, y también de los artistas en los que fue influenciado. Caramanica señaló: «Era un simpatizante del emo en un momento en que el heavy metal todavía estaba marcando la agenda del hard rock convencional, y un entusiasta del hip hop que encontró formas de hacer música informada de hip hop que se beneficiara de su falta de hip hop conjunto de habilidades». Mikael Wood de Los Angeles Times argumentó, «Quizás más que el influyente sonido de Linkin Park, el verdadero legado artístico de Bennington será el mensaje que transmitió: la tranquilidad que ofreció desde la oscuridad».
Steve Holden de la BBC llamó a Bennington la «voz de una generación», diciendo que su voz era posiblemente el mayor activo de Linkin Park. Jonathan McAloon de The Daily Telegraph comentó: «La muerte de Bennington tendrá un impacto en muchos millennials porque su voz era el sonido de su milenio». Mientras hablaba de la popularidad de Linkin Park, Corey Apar, de AllMusic, comentó: «La voz a menudo torturada de Bennington se convirtió en una de las más distintivas en la escena del rock alternativo». Al escribir para The Guardian, Ben Beaumont-Thomas señaló que «la decisión de Bennington de cantar clara y abiertamente fue, por lo tanto, más radical de lo que se le atribuye, y de hecho más valiosa socialmente». El periodista continuó discutiendo el impacto de Bennington, comentando:

«Sus cuentos de lucha emocional, bien articulados, le dieron a millones la sensación de que alguien los entendía, y el enorme sonido de su banda a su alrededor magnificó ese sentido, trasladando a los oyentes del espacio psíquico de sus habitaciones a una arena de miles de personas que compartieron su dolor».
—Ben Beaumont-Thomas

James Hingle hizo eco de este sentimiento, escribiendo para Kerrang! dijo que Bennington «era uno de los vocalistas más honestos en lo que respecta a su salud mental». En el mismo tema, William Goodman de Billboard dijo que Bennington y sus compañeros músicos Chris Cornell y Scott Weiland «ayudaron a definir una generación del sonido hard rock, que estaban unidos artísticamente y personalmente».
El corresponsal de música de The Straits Times, Eddino Abdul Hadi, declaró que Bennington fue una inspiración para muchos artistas en la escena musical de Singapur. Calum Slingerland, editor del periódico canadiense Exclaim!, expresó: «Se ha sentido influencia en el mundo del rock, el metal, el rap y más allá».
Después de la muerte de Bennington, su esposa Talinda Bennington lanzó una campaña llamada 320 Changing Direction en honor a su esposo para ayudar a romper el estigma que rodea la enfermedad mental.
En febrero de 2023 con el motivo del 20 aniversario del lanzamiento del álbum Meteora, se lanzó la canción Lost que cuenta con la voz inédita de Benington, debido a que la canción fue grabada en 2002. La canción iba a formar parte del segundo álbum de la banda, por lo que ya había sido mezclada y masterizada, pero no llegó a ser parte de la versión final de Meteora.

## Discografía

### Con Linkin Park
- 2000: Hybrid Theory
- 2003: Meteora
- 2007: Minutes to Midnight
- 2010: A Thousand Suns
- 2012: Living Things
- 2014: The Hunting Party
- 2017: One More Light

### Con Grey Daze
- 1994: Wake Me
- 1997: ...No Sun Today
- 2020: Amends
- 2022: The Phoenix

### Con Dead by Sunrise
- 2009: Out of Ashes

### Con Stone Temple Pilots
- 2013: High Rise

## Filmografía
Bennington hizo un cameo en la película Crank de 2006 como cliente en una farmacia. Más tarde apareció como espectador de carreras de caballos en la secuela de la película de 2009, Crank: High Voltage. Bennington también interpretó el papel del desafortunado racista Evan en la película Saw 3D de 2010. Fue uno de varios músicos de rock que hablaron sobre la industria en el documental de 2012 de Jared Leto, Artifact.
Bennington estaba trabajando con Church en el desarrollo de un próximo programa de televisión, Mayor of the World, con el productor ejecutivo Trip Taylor.
| Año  | Título              | Papel                         | Referencias |
| ---- | ------------------- | ----------------------------- | ----------- |
| 2006 | Crank               | Cliente de la farmacia        | [ 109 ]     |
| 2009 | Crank: High Voltage | Chico del parque en Hollywood | [ 110 ]     |
| 2010 | Saw 3D              | Evan                          | [ 111 ]     |